# Urbanizacja

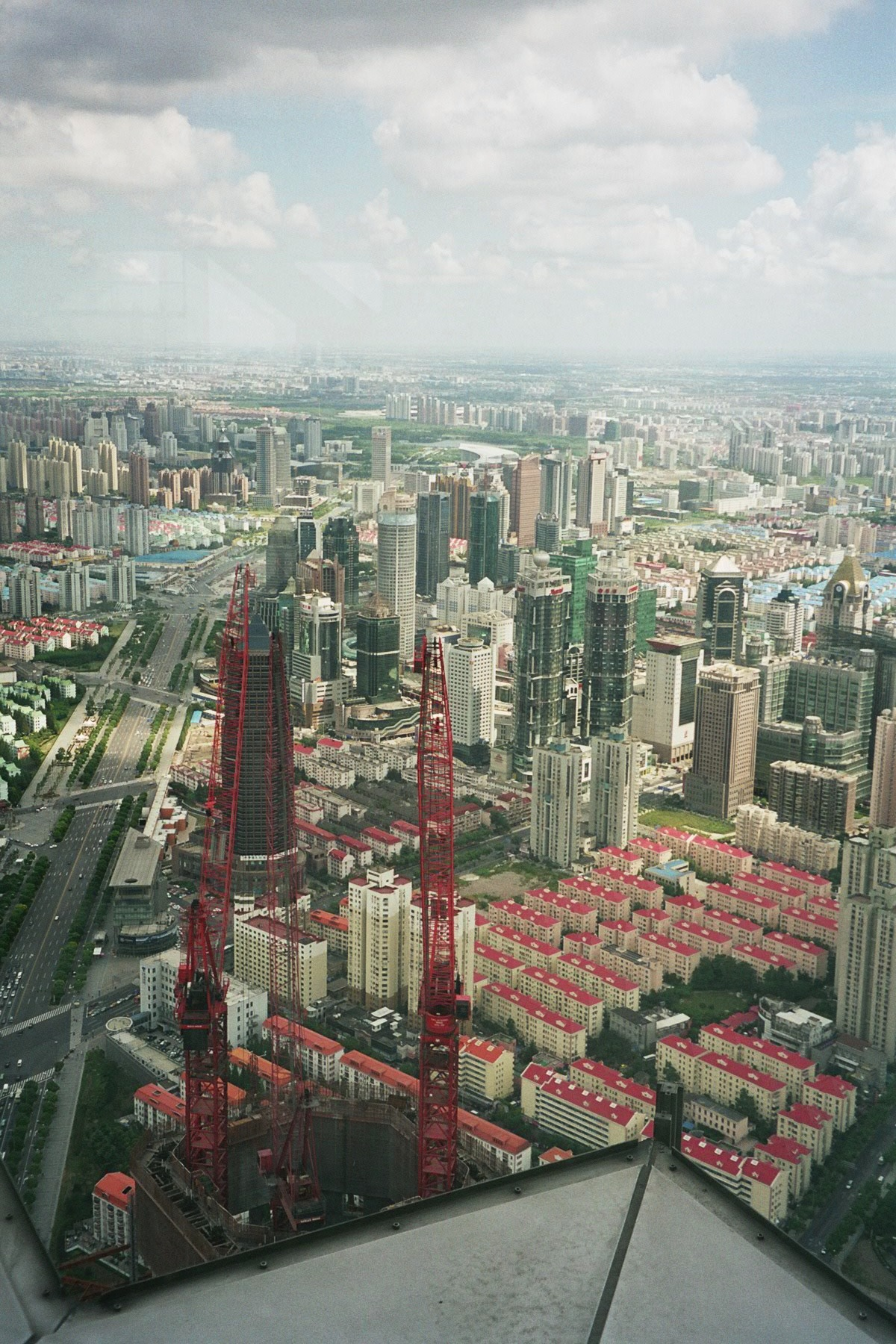
Szanghaj – fragment największego pod względem liczby ludności miasta świata (w roku 2010)

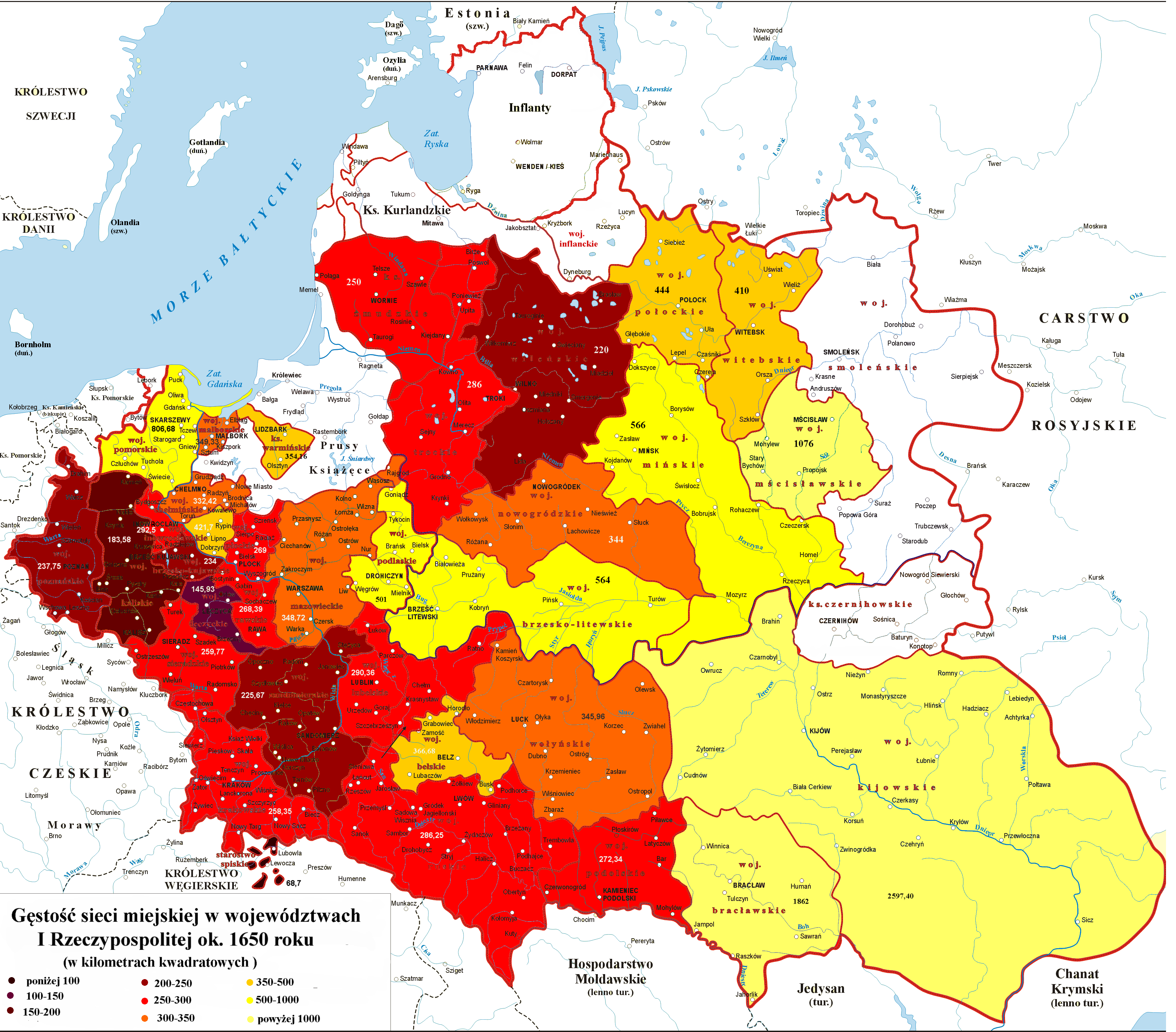
Gęstość sieci miejskiej w województwach Rzeczypospolitej Obojga Narodów ok. 1650 roku

Urbanizacja – proces koncentracji ludności w punktach przestrzeni geograficznej, głównie na obszarach miejskich, określający także wzrost liczby ludności miejskiej i jej udziału w liczbie ludności danego obszaru, dzięki czynnikom społeczno-kulturowym, demograficznym i ekonomicznym. Urbanizacja oznacza także przestrzenny rozwój miast oraz zmianę stylu życia na miejski.

## Płaszczyzny urbanizacji
Urbanizacja odbywa się na kilku płaszczyznach:
- demograficznej – ukazuje zmiany liczby ludności miejskiej oraz ilościowy rozwój miast
- ekonomicznej – pokazuje zmiany źródeł utrzymania ludności rolniczej i proces powstawania zawodów nierolniczych na obszarach wiejskich
- społecznej – upowszechnianie się miejskiego stylu życia,
- przestrzenno-architektoniczna – wzrost obszarów miejskich i tworzenie nowych miast oraz nabywanie cech miejskich przez inne jednostki osiedleńcze, a także zmiany form przestrzennych,
- techniczna.

Ze względu na współczynnik urbanizacji państwa można podzielić na trzy grupy:
- o niskim wskaźniku urbanizacji – do 40%
- średnim (40–60%)
- wysokim, powyżej 60%.

## Socjologiczne i geograficzno-demograficzne ujęcie urbanizacji

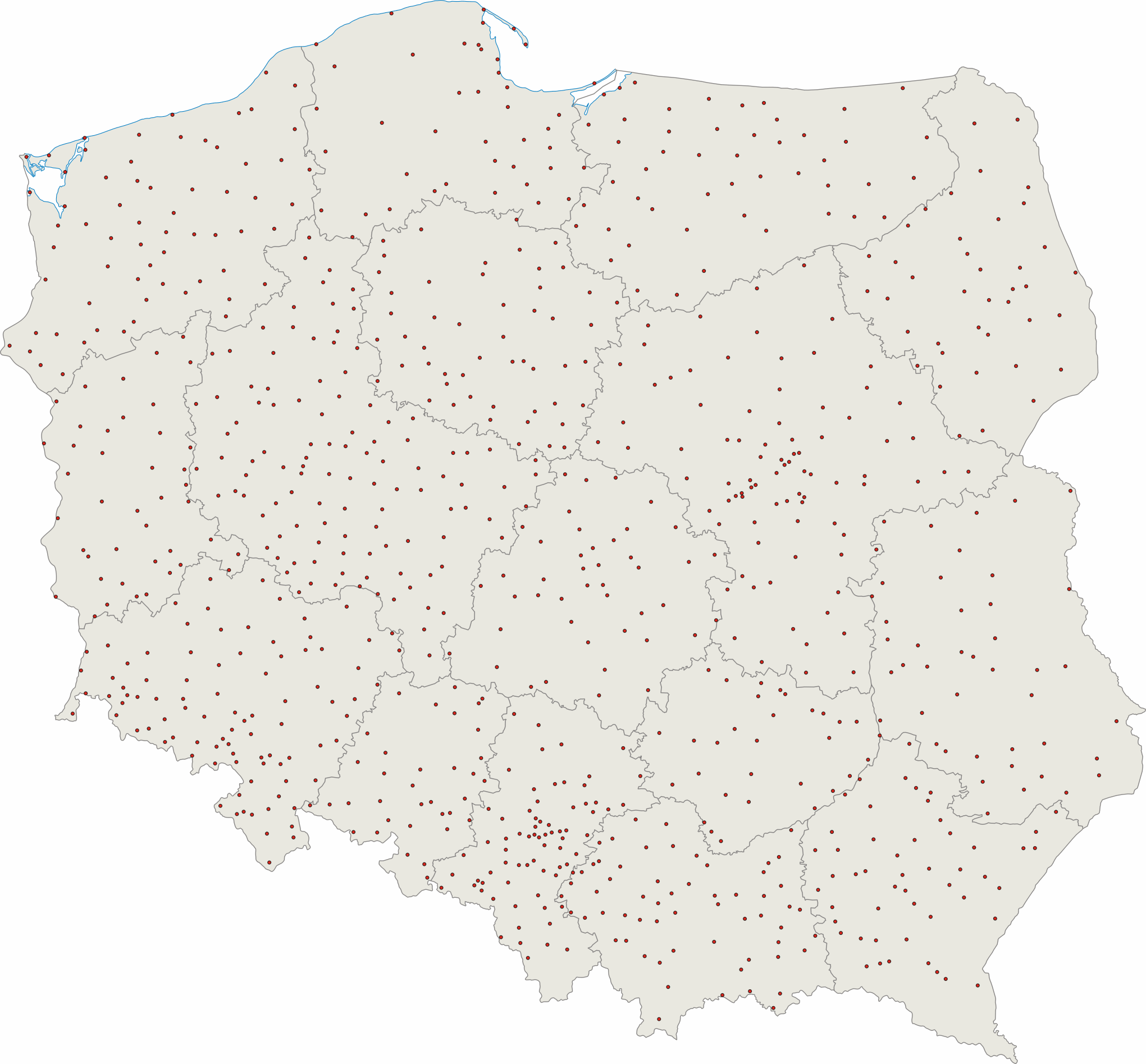
Rozmieszczenie miast w przestrzeni geograficznej Polski

Hope Tisdale w roku 1942 wprowadził definicję demograficzną urbanizacji, która określała ją jako koncentrację ludności w punktach przestrzeni oraz wzrost liczby tego typu punktów. Ze względu na to, że w definicji tej nie użyto pojęcia miasta i jak należy pojmować samo miasto, jest ona niezbyt użyteczna przy porównaniach stopnia urbanizacji w różnych częściach świata. W ujęciu geograficznym punkty te różnią się od wsi wielkością i funkcjami. Ze względu na delimitację granic miast, włączanie w ich obszary uprzednich terenów wiejskich, razem z zamieszkiwaną przez nie ludnością, w krótkim czasie miasta dzięki decyzjom administracyjnym są powiększane, co powoduje płynność danych statystycznych.
W ujęciu socjologicznym miasto traktowane jest jako miejsce przeciwstawne obszarom wiejskim, ze względu na styl życia i powiązane z nim takie cechy jak: przestrzenna segregacja mieszkańców, bezosobowe relacje społeczne, racjonalność działań i pojawianie się anomii. Te założenia wprowadzone zostały przez działającego w szkole chicagowskiej Louisa Wirtha w roku 1938. Zbudowane one zostały na badaniach miast amerykańskich w okresie przedwojennym, a następnie przyjęto je jako uniwersalne. Jednak częściowo model biegunowy (miasto-wieś) zaczął być odrzucany w latach 50. XX wieku, wraz z badaniem procesów urbanizacji w krajach Trzeciego Świata, jak i w krajach rozwiniętych. Głównie odrzucono jego założenie, że wielkość, gęstość i heterogeniczność społeczności, rozumiane jak trzy główne cechy miasta, będą korelować z innymi cechami, a także stwierdzono, że nie tylko na obszarach wiejskich, ale i w wielkich miastach grupy pierwotne odgrywają ważne role w życiu społecznym.

## Przebieg urbanizacji na świecie

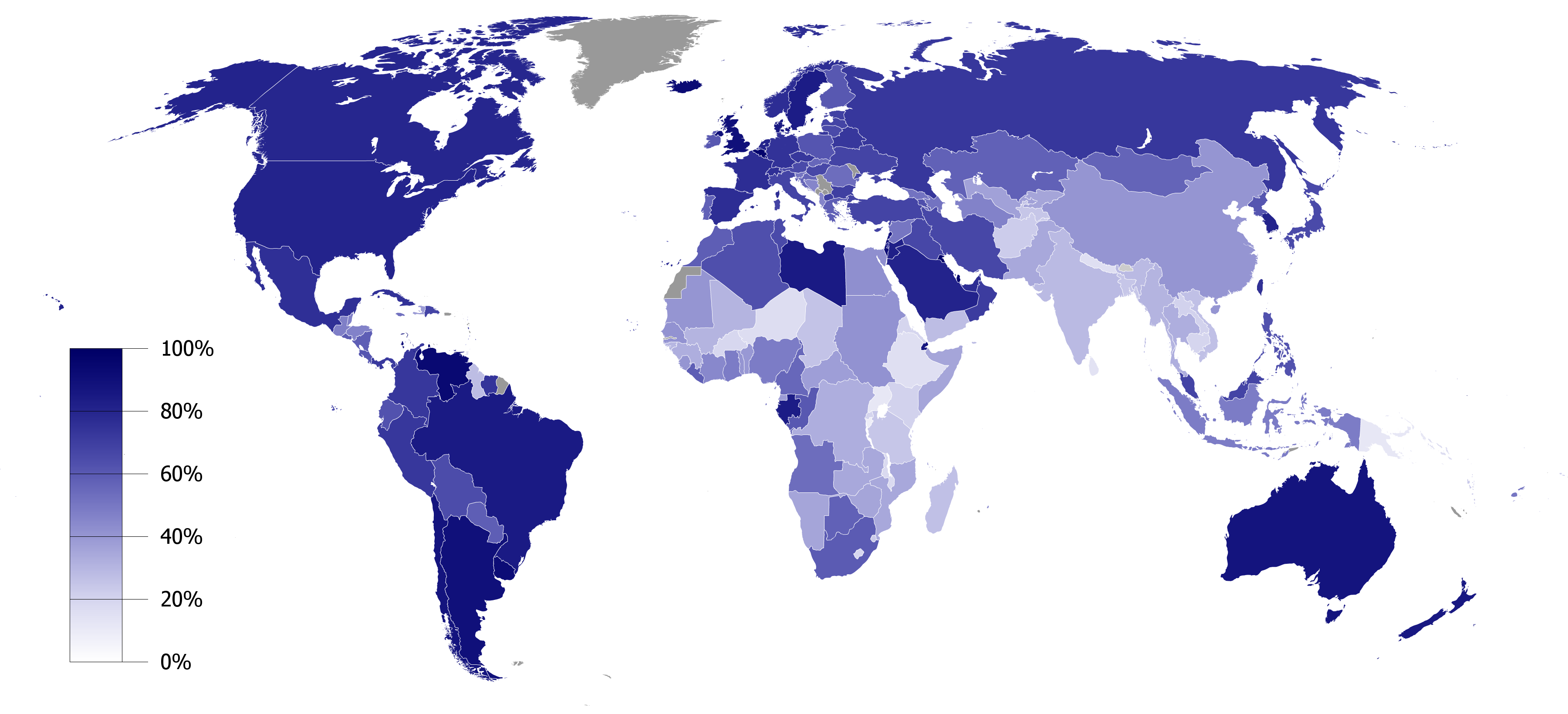
Odsetek ludności miejskiej w poszczególnych państwach świata

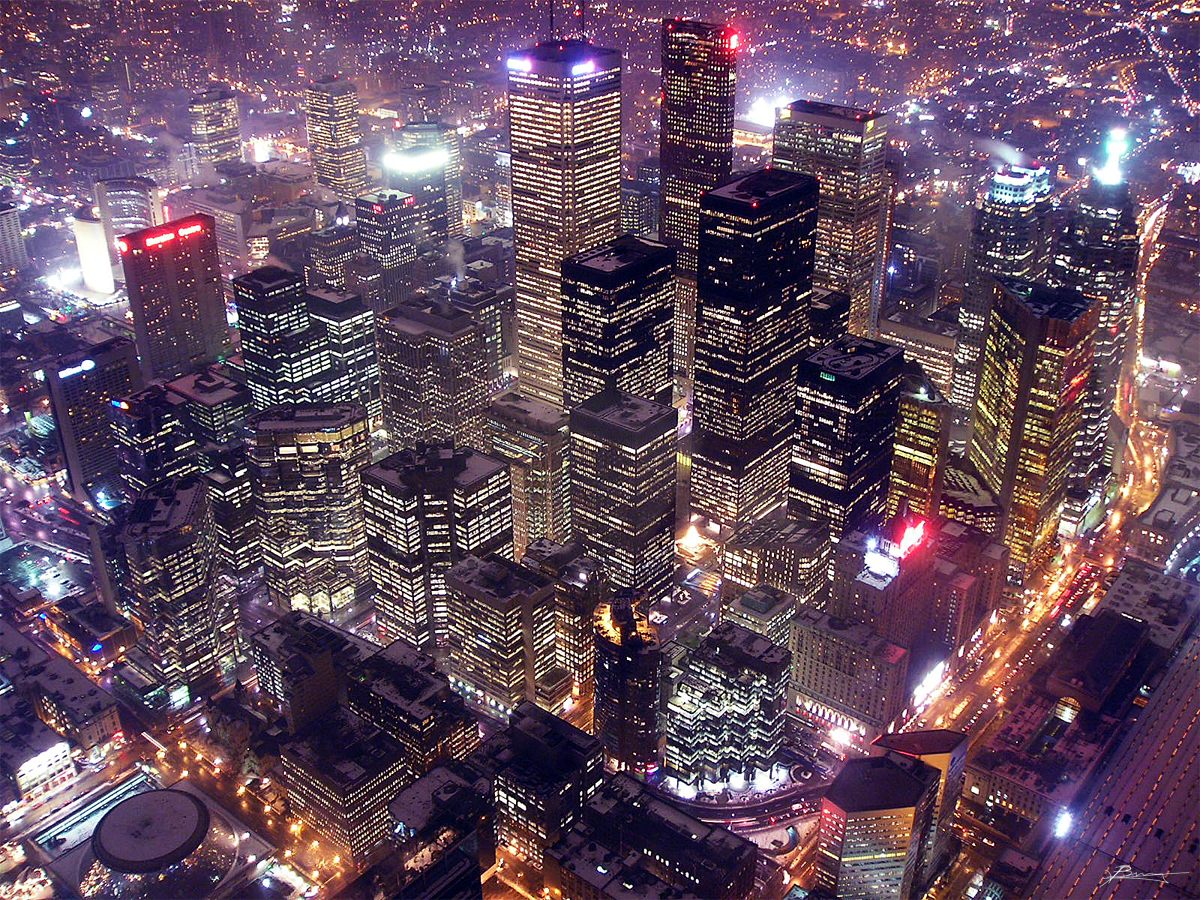
Śródmieście Toronto (2009)

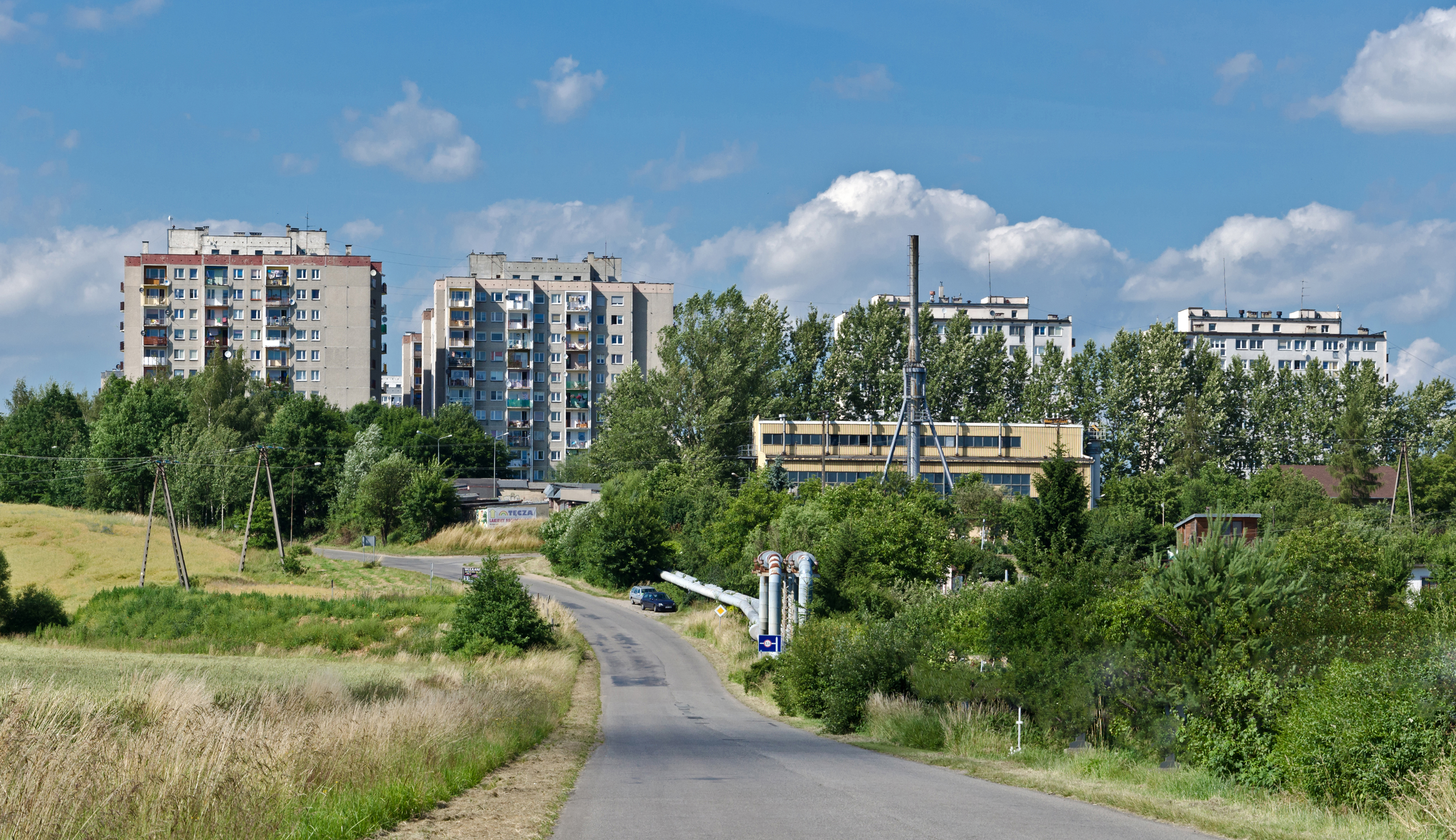
Nowe osiedle wkomponowane w podmiejskie tereny zielone

Na początku XIX wieku 2,4% populacji świata zamieszkiwała miasta, przy czym w szybko urbanizującej się Anglii i Holandii odsetek mieszkańców miast wynosił około 30%, w Belgii, Szkocji i Japonii około 15 - 20%, a w USA 10%. Do połowy tego wieku liczba mieszkańców miast liczących więcej niż 20 000 wzrosła o 132%, w pierwszej połowie XX wieku o 240%. Głównym czynnikiem mającym wpływ na urbanizację było uprzemysłowienie. W XIX wieku proces ten zachodził głównie w Europie i Ameryce Północnej. Po II wojnie światowej zaczął on także zachodzić w krajach Trzeciego Świata, a w rozwiniętych krajach kapitalistycznych z kolei zaczęły następować procesy dezurbanizacji i kontrurbanizacji.
Na początku XXI wieku najbardziej zurbanizowane obszary świata to:
- Europa, w szczególności jej zachodnia część,
- Ameryka Południowa (Wenezuela, Urugwaj, Argentyna),
- Ameryka Północna (USA, Kanada),
- Australia
- Azja wschodnia (Japonia, Korea Południowa, Tajwan)
- Afryka Północna i Bliski Wschód.

Najmniej zurbanizowane kraje znajdują się w Afryce, zwłaszcza Wschodniej (Rwanda, Burundi) i Azji Południowej (Bhutan).
W Polsce współczynnik urbanizacji wynosi według ostatniego spisu powszechnego 59,4% i wykazuje tendencję spadkową.
Według prognoz, do roku 2025 liczba ludności krajów rozwijających się osiągnie 4 miliardy, a 63% ludności świata będą stanowić mieszkańcy miast.

## Wpływ na środowisko
Na początku 2017 roku zespół specjalistów pod kierunkiem prof. Mariny Alberti z University of Washington ogłosił wyniki przeprowadzonych analiz, które wyraźnie wskazały na wpływ urbanizacji na geny wielu gatunków kluczowych dla ekosystemu.